# Mauricio Guzmán Cuevas
Mauricio Guzmán Cuevas (Cali, 22 de mayo de 1956[cita requerida]) es un abbogado y político colombiano.

## Biografía
Graduado en Derecho y Ciencias Políticas de la Universidad de San Buenaventura Cali, realizó un posgrado en Administración Pública Económica en la Universidad de Harvard gracias a una beca otorgada por el gobierno colombiano.
En su trayectoria política en cargos públicos, ha sido Secretario de Coordinación y Control y Secretario de gobierno encargado del departamento del Valle; Concejal de Cali (1984-1986), representante a la Cámara por el departamento del Valle del Cauca (1986-1990) y un segundo periodo que no concluyó por ser nombrado gobernador del Valle entre 1990 y 1991.
Su último cargo de elección popular, fue alcalde de Cali (1995-1997) al cual tuvo que renunciar al ser comprobado la financiación de su campaña con dineros del narcotráfico.